# Der beste Ed
Der beste Ed (Originaltitel: Best Ed) ist eine kanadische Zeichentrickserie die von 2008 bis 2009 produziert wurde. Insgesamt umfasst die Serie 26 Folgen in einer Staffel.

## Handlung
Die Hauptfiguren sind zwei anthropomorphe Tiere: Der Hund Ed und das Eichhörnchen Buddy, die in der Stadt Swellville (Parodie von Snellville) im Norden der Vereinigten Staaten leben. Die Serie dreht sich um ihre Abenteuer und gelegentlichen Missgeschicke. Während Ed von allen geschätzt wird und extrem viel Glück hat, wird Buddy vehement verachtet und ist unglücklich.

## Produktion und Veröffentlichung
Die Serie wurde von 2008 bis 2009 in Kanada produziert und ausgestrahlt. In Deutschland wurde die Serie erstmals am 2. August 2010 auf Cartoon Network gezeigt.